# Frédéric Noirhomme
 (août 2021).
Si vous disposez d'ouvrages ou d'articles de référence ou si vous connaissez des sites web de qualité traitant du thème abordé ici, merci de compléter l'article en donnant les références utiles à sa vérifiabilité et en les liant à la section « Notes et références ».
Frédéric Noirhomme, né le 5 septembre 1981 à Namur (Belgique) est un directeur de la photographie belge. Il est membre de la SBC (Belgian Society of Cinematographers).

## Biographie
Après avoir suivi des études de photographie, puis de cinéma au sein de l'INRACI, dont il sort diplômé en 2003, il commence sa carrière dans le cinéma documentaire  encouragé dans cette voie par un ancien professeur Daniel de Valck alors producteur chez Cobra Films. Il participe à la création de Michigan Films en 2006 avec Sébastien Andres et Olivier Burlet.
Son expérience dans le documentaire et ses collaborations avec différents réalisateurs lui ouvrent la possibilité de s'essayer à la direction de la photographie sur plusieurs courts-métrages de fiction. Vincent Tavier, producteur chez La Parti et Olias Barco, lui confieront la direction photo d'un premier long-métrage de fiction en 2010.
Depuis, il signe régulièrement la photographie de films remarqués dans de nombreux festivals de cinéma internationaux comme la Mostra de Venise, le Festival de Berlin ou encore le Festival de Cannes.

## Filmographie

### Longs-métrages
- 2009 : Avec ma mère à la mer de Alexis Van Stratum
- 2010 : Estela d'Oscar Da Silva
- 2010 : Kill Me Please d'Olias Barco
- 2011 : Félix et les lois de l'inertie de François Hien
- 2012 : Welcome Home de Tom Heene
- 2013 : Je suis supporter du Standard de Riton Liebman
- 2014 : L'Éclat furtif de l'ombre de Patrick Dechesne et Alain-Pascal Housiaux
- 2015 : Préjudice de Antoine Cuypers
- 2016 : Hedi, un vent de liberté (Inhebbek Hedi) de Mohamed Ben Attia
- 2017 : Une part d'ombre de Samuel Tilman
- 2017 : Rattrapage de Tristan Séguéla
- 2017 : 7 Jours pas plus de Héctor Cabello Reyes
- 2018 : Mon cher enfant (Weldi)  de Mohamed Ben Attia
- 2018 : Paul Sanchez est revenu ! de Patricia Mazuy
- 2019 : Docteur ? de Tristan Séguéla
- 2019 : Premier de la classe de Stéphane Ben Lahcene
- 2021 : La Très Très Grande Classe de Frédéric Quiring
- 2021 : Un monde de Laura Wandel
- 2023 : Un homme heureux  de Tristan Séguéla
- 2023 : Par delà les montagnes de Mohamed Ben Attia
- 2024 : Il pleut dans la maison de Paloma Sermon-Daï
- 2025 : Jouer avec le feu de Muriel et Delphine Coulin
- 2025 : skateboarding is not for girls de Dina Duma
- 2025 : L'Intérêt d'Adam de Laura Wandel

### Documentaires
- 2010 : Dragalina de Ecaterina et Sherban Vidick
- 2015 : Battles de Isabelle Tollenaere
- 2020 : Petit Samedi de Paloma Sermon-Daï

### Courts-métrages
- 2004 : Prince Loseno de Jean-Michel Kibushi Ndjate Wooto
- 2006 : Michigan d'Olivier Burlet
- 2007 : Anna ne sait pas de Nicole Palo
- 2007 : Dos à la mer de Philothée Buttol
- 2008 : Premier jour de Sophie Mormont
- 2009 : Classes vertes d'Alexis Van Stratum
- 2009 : Hors cadre de Laurence Bibot et Marka
- 2009 : La Balançoire de Christophe Hermans
- 2010 : Nuit blanche de Samuel Tilman
- 2010 : Eisbär de Olivier Burlet  et Frédéric Noirhomme
- 2011 : Fancy Fair de Christophe Hermans
- 2012 : Que la suite soit douce d'Alice De Vestele
- 2012 : Ryu de Sophie Mormont
- 2012 : L'Inconnu d'Anne Leclercq
- 2014 : Raconte-moi des salades d'Olias Barco
- 2014 : Les Corps étrangers de Laura Wandel

## Prix et expositions
- 2012 : Membre du Jury International au Millenium Documentary Film Festival à Bruxelles (Belgique)
- 2012 : Exposition de travaux photographiques au CIVA à Bruxelles (Belgique)
- 2016 : Nomination aux Magritte du cinéma (Belgique) : Meilleure photographie pour Préjudice de Antoine Cuypers.
- 2022 : Nomination aux Magritte du cinéma (Belgique) : Meilleure photographie pour Un monde de Laura Wandel.
- 2022 : Prix de la meilleure image aux DFCC Awards (Dublin Film Critics' Circle) lors du Festival international du film de Dublin pour son travail sur Un monde de Laura Wandel.
- 2024 : Mension spéciale du Jury au Festival Chefs Op' en Lumière de Chalon sur Saône 2024 pour Il pleut dans la maison de Paloma Sermon-Daï.
- 2025 : Nomination aux Magritte du cinéma (Belgique) : Meilleure photographie pour Il pleut dans la maison de Paloma Sermon-Daï.